# Emma Cannon
Emma Cannon (geboren am 1. Juni 1989 in Rochester, New York) ist eine US-amerikanische Basketballspielerin.

## Karriere
Die 1,87 m große Centerin spielte für die University of Central Florida und wechselte 2011 nach Deutschland zu den Panthers Osnabrück. Von dort wechselte sie zum Sommer 2012 nach Australien zu den Rockingham Flames, um im Herbst 2012 nach Deutschland zurückzukehren und beim deutschen Erstligisten und Serienmeister TSV 1880 Wasserburg anzuheuern. Mit diesem wurde sie 2013, 2014 und 2015 Meisterin und 2014 und 2015 deutsche Pokalsiegerin. 2014 wurde sie zur Wertvollsten Spielerin des Jahres in Deutschland gewählt.
Nach drei Jahren in Wasserburg nahm Cannon ein Vertragsangebot des israelischen Vereins A.S. Ramat Hasharon an, bei dem sie im Spieljahr 2015/16 spielte. Danach spielte sie in Russland (bei Vologda-Chevakata, dann bei Nadezhda Orenburg) und trumpfte dort ebenfalls mit herausragenden statistischen Werten auf sowie in der US-Liga WNBA. Zur Saison 2018/19 wechselte sie zu Arka Gdynia nach Polen. 2020 unterschrieb sie kurz vor den Playoffs einen Vertrag bei den Las Vegas Aces, mit denen sie die WNBA-Finalserie erreichte.